# Олімпізм

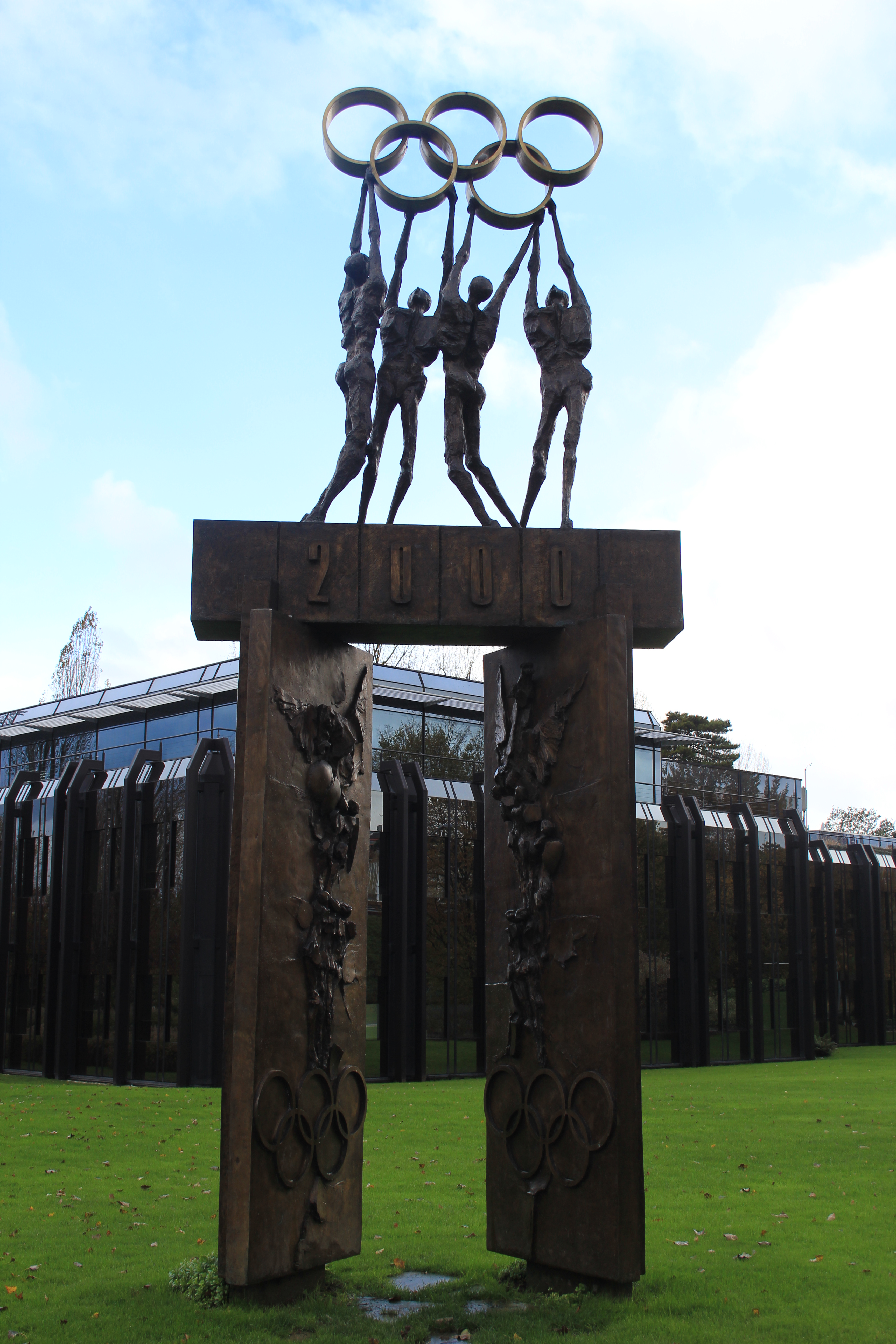
Олімпійські кільця

Олімпізм — філософія життя , яка звеличує та об’єднує в гармонійне ціле якості тіла, волі й розуму.

## Історична довідка
Розроблення концепції сучасного олімпізму належить  П’єру де Кубертену 23 червня 1894 р.
За його ініціативи в червні 1894 р. у Парижі відбувся Міжнародний атлетичний конгрес із метою відновлення Олімпійських ігор де П’єр де Кубертен зазначав, що «олімпізм є не системою, а світоглядом, який здатний проникати в різні форми виховання, і жодна раса або епоха не може претендувати на його виняткову монополію». Олімпійські ігри, які відбуваються раз на чотири роки, урочисто демонструють світові виховну основу олімпійської ідеї.
Одним з основоположних принципів олімпійського руху є визначення олімпізму як «життєвої філософії, що звеличує та об’єднує в гармонійне ціле якості тіла, волі й розуму. Поєднуючи спорт із культурою та освітою, олімпізм прагне створити такий спосіб життя, який базувався б на радощах, здобутих через зусилля, освітніх цінностях доброго прикладу та повазі універсальних етичних принципів»
П’єр де Кубертен звернувся з листом до учасників Ігор IX Олімпіади 1928 р. в Амстердамі, у якому виклав основні принципи олімпізму
Я закликаю вас зберегти полум’я оновленого олімпізму і відстояти його основоположні принципи та інституції:
— авторитет МОК.
— змагання у сфері мистецтва, які доповнюють чудову фізичну діяльність витворами розуму, сповненими ідеями спорту;
— клятву спортсменів, яка, спираючись на почуття честі, містить засади єдиного дієвого способу ефективного вирішення проблеми любительства;
— насамперед рівність основних видів спорту;
— олімпійський прапор, який відображає кольори всіх народів і символізує п’ять частин світу, об’єднаних спортом;
— церемоніал і ритуал відкриття та закриття Ігор із заключним ушануванням еллінізму, від якого Олімпійські ігри беруть свій початок;

## Філософія олімпізму
Метою олімпізму є повсюдне становлення спорту на служіння гармонійному розвитку людини для того, щоб сприяти створенню мирного суспільства, яке піклувалося б про збереження людської гідності.
Метою олімпізму є поширення спорту з метою гармонійного розвитку людини, створення мирного суспільства.
У сучасній концепції олімпізму покладено такі основні ідеї:
- політична;
- гуманістична;
- філософсько-педагогічна.

1. Політична ідея — спільність і примирення всіх народів світу, підтримка міжнародного антивоєнного руху.
2. Гуманістична ідея — рівність людей, прищеплення людству через спортивний рух необхідності подолання статевих, національних, расових та майнових протиріч.
3. Філософсько-педагогічна ідея — спираючись на переваги спортивно-ігрового методу виховання забезпечити вільний, всебічний розумовий, моральний і фізичний розвиток особистості, пов’язати заняття спортом із діяльністю в інших сферах суспільного життя.
Олімпізм є сполучною ланкою між спортом, культурою й освітою, прагне до створення такого способу життя, основа якого — радість від занять фізичними вправами, виховна цінність позитивних прикладів і повага до загальних етичних принципів.
Олімпізм поєднує такі поняття, як  тіло, волю, розум.
Життєвим кредо стародавніх греків було гармонійне поєднання тіла, духу та розуму. І тут доречно згадати мудрі слова, які були викарбувані на скелі в Стародавній Елладі: «Якщо хочеш бути сильним – бігай, хочеш бути красивим – бігай, хочеш бути розумним – бігай»
Олімпізм для Кубертена як філософія життя був духовним, розумовим і фізичним життєвим досвідом у постійних зусиллях людини досягти морального й інтелектуального підйому. Набагато випередивши свій час, він у думках і на ділі разом зі створенням Кафедри олімпійських наук в Ніцці виступив на захист навчанню олімпізму.
П’єр де Кубертен був упевнений у тому, що олімпізм намагається сконцентрувати в єдиному промені всі принципи, що сприяють досконалості людини… Культ зусилля, змагання на межі ризику, любов до Батьківщини, благородство, дух лицарства, контакти з живописом і літературою – все це є фундаментом олімпізму.
П’єр де Кубертен також замислювався і над такою колізією, як олімпізм і щастя.